# Holcobius affinis
Holcobius affinis là một loài bọ cánh cứng thuộc họ Ptinidae.